# Enhydrosoma rosae
Enhydrosoma rosae is een eenoogkreeftjessoort uit de familie van de Cletodidae. De wetenschappelijke naam van de soort is voor het eerst geldig gepubliceerd in 1996 door Fiers.